# Mourad Bekkour
Mourad Bekkour (ca. 1977) is een Belgische theaterprogrammator.
Omstreeks 2002 was Bekkour een van de oprichters van Kif Kif, een organisatie die werkt rond de positie van individuen en groepen die uitgesloten worden van grondrechten of die gediscrimineerd worden in de Belgische samenleving. 
Bekkour werkte een tijdlang voor de nieuwsredactie van de VRT, maar hij vond dat de nieuwsredactie te veel gericht was op kijkcijfers.
Hij nam hierop onstlag en begon een tijd in de horeca te werken om te herbronnen. In zijn vrije tijd keek hij veel comedy. Tegelijk groeide bij Bekkour het oordeel dat de culturele sector ook een stereotiep beeld had over personen met een migratieachtergrond, en die personen steevast applaus kregen van een politiek correct publiek, ook als wat ze brachten barslecht was. Tevens was van hij oordeel dat ernstige opiniestukken zoals geproduceerd werden door Kif Kif te weinig impact hadden, en dat humor een veel beter wapen was om een breed publiek te bereiken. 
Uit de combinatie van al deze elementen werd Bekkour de bezieler van 'Nuff Said, een multiculturele programmareeks met literatuur, stand-upcomedy, video en muziek dat sinds omstreeks 2008 jaarlijks wordt georganiseerd in het cultureel centrum van Berchem. De jaargang van 2014 werd uitgezonden op Canvas. Ondertussen zijn er gelijkaardige programma's in Genk, Gent en Turnhout.